# 山口瑛己
山口 瑛己（やまぐち えいき）は、岩手県出身のNHKアナウンサー。

## 人物
岩手県盛岡市出身。明治大学政治経済学部卒業後、2019年入局。福井放送局でデビュー。

## 担当番組
☆印は現在出演中の番組
福井放送局時代（2019年度 - 2022年度）
- どーも、NHK（2019年6月9日）- 新人お披露目
- 福井県のニュース・中継・リポート
- ニュースザウルスふくい（不定期：リポーター及びキャスター代行など）
- Dino★ラジ
- ニュースザウルス845

盛岡放送局時代（2023年度 - ）
- 岩手ぜんぶ推し!（2023年4月 - 2024年3月）
- ☆おはよういわて
- ☆岩手県のニュース・中継・リポート
- 令和6年能登半島地震による金沢放送局応援派遣で、石川県内等のニュースを担当（2024年1月8日 - 11日）
- ☆おばんですいわてサンデー（2025年4月 - ）